# وودونگا
وودونگا (انگلیسی: Wodonga) یک منطقه مسکونی در استرالیا است.